# Saint-Daunès
Saint-Daunès är en kommun i departementet Lot i regionen Occitanien i södra Frankrike. Kommunen ligger i kantonen Montcuq som tillhör arrondissementet Cahors. År 2018 hade Saint-Daunès 218 invånare.

## Befolkningsutveckling
Antalet invånare i kommunen Saint-Daunès
| Referens: INSEE |